# Viola di bordone
La viola di bordone, conosciuta anche con il nome tedesco di baryton, è uno strumento musicale desueto della famiglia degli archi. Si tratta di uno strumento con caratteristiche ibride tra la viola da gamba bassa, la lyra viol e la pandora. Tipicamente ha sei corde in budello, accordate in vario modo analogamente alla viola da gamba, e nove corde di risonanza metalliche, passanti sotto la tastiera, analogamente alla viola d'amore, ma sostenute da un secondo ponticello più basso, a differenza di quest'ultima, nella quale anche le corde di risonanza passano in fori praticati più in basso nello stesso ponticello delle corde strofinate. Le corde di risonanza corrono scoperte, parallelamente alla tastiera sotto il manico, sul lato dei bassi, e possono essere pizzicate con il pollice della mano sinistra. La viola di bordone ha assunto principalmente tre forme storiche: barocca, classica e moderna. Il baryton barocco era suonato spesso come strumento solo, lyra-way, e la musica era tipicamente scritta in intavolatura..

## Storia
Usato regolarmente fino alla fine del XVIII secolo, molto probabilmente è caduto in disuso per l'elevata difficoltà che comportava il suonarlo. Le dimensioni della viola di bordone sono simili a quelle del violoncello, ma le maggiori affinità sono con la viola da gamba. Come quest'ultima, ha un manico a tastiera e sei o sette corde di budello o di seta. 
La viola di bordone dispone anche di una serie di corde di risonanza metalliche (da 9 a 22), collocate dietro al manico, che vibrano per simpatia con le note suonate con l'arco. Questo aspetto lo rende simile alla viola d'amore. Le corde di risonanza della viola di bordone possono essere anche pizzicate col pollice. 
Una tipica accordatura della viola di bordone è la seguente:
- corde principali: La, re1, sol1, do2, mi2, la2, re3
- corde di risonanza: la1, scala di Re magg da re2 a re3, mi3

Il principe ungherese Nicola I Esterházy, al cui servizio lavorò per trent'anni (1761 - 1790) Franz Joseph Haydn, era un abile ed appassionato musicista dilettante della viola di bordone, e richiese all'illustre maestro di cappella, e al primo violino Luigi Tomasini, un gran numero di composizioni per questo strumento. 
Il corpus più significativo pervenutoci di opere per viola di bordone è costituito, perciò, dai 126 trii per viola di bordone, viola e violoncello, che Haydn compose fra il 1766 ed il 1772. Essi venivano eseguiti dal principe alla viola di bordone, accompagnato da Haydn alla viola e da uno dei violoncellisti della sua orchestra. Essendo destinati all'uso esclusivo del principe, durante la vita di Haydn i trii non vennero stampati se non in piccola parte e generalmente in trascrizioni per altri strumenti ad arco (per es. due violini e violoncello).
Altre composizioni haydniane, risalenti più o meno allo stesso periodo, vedevano la viola di bordone usata in duo (con il violoncello; oppure due viole di bordone, con o senza basso continuo), come solista in tre concerti e in piccoli organici con altri strumenti, ma di questo secondo gruppo parecchi lavori (inclusi i concerti) sono andati perduti. 
Nel complesso, tra lavori conservati e perduti, è documentato che Haydn abbia scritto più di 170 composizioni per viola di bordone.